# Mert Günok
Fehmi Mert Günok, född 1 mars 1989, är en turkisk fotbollsspelare (målvakt) som spelar för Beşiktaş och Turkiets landslag.

## Karriär
Den 15 augusti 2021 värvades Günok av Beşiktaş, där han skrev på ett treårskontrakt. I juli 2023 förlängde Günok sitt kontrakt fram över säsongen 2024/2025.